# 黄筒花
黄筒花（学名：[Phacellanthus tubiflorus] 错误：{{Lang}}：文本有斜体标记（帮助））为列当科黄筒花属下的一个种。

## 外部連結
- 黄筒花